# Морніко-Лозана
Морніко-Лозана (італ. Mornico Losana) — муніципалітет в Італії, у регіоні Ломбардія,  провінція Павія.
Морніко-Лозана розташоване на відстані близько 440 км на північний захід від Рима, 50 км на південь від Мілана, 19 км на південь від Павії.
Населення — 655 осіб (2014).
Щорічний фестиваль відбувається 8 вересня. 

## Демографія
Населення за роками:

Станом на 1 січня 2023 року в муніципалітеті офіційно проживало 56 іноземців з 11 країн, серед них 18 громадян країн Євросоюзу та 4 громадяни України.

## Сусідні муніципалітети
- Монтальто-Павезе
- Оліва-Джессі
- П'єтра-де'-Джорджі
- Санта-Джулетта
- Торричелла-Верцате